# حوزه انتخابیه ششم اوهایو
حوزه انتخابیه ششم اوهایو یک حوزه انتخابیه مجلس نمایندگان آمریکا است که در ایالت اوهایو قرار دارد.